# 吉勒特
吉勒特是德国莱茵兰-普法尔茨州的一个市镇。总面积4.09平方公里，总人口180人，其中男性87人，女性93人（2011年12月31日），人口密度44人/平方公里。